# Gladys Daniell
Gladys Daniell (ur. 8 listopada 1884 w Wandsworth, zm. 26 lipca 1962 w Bournemouth) – brytyjska szpadzistka.
Uczestniczyła w letnich igrzyskach olimpijskich, w 1924 oraz w 1928 roku. Siostra Leafa Daniella.